# Heerlijkheid Schaumburg
De heerlijkheid Schaumburg was een heerlijkheid binnen het Heilige Roomse Rijk. De heerlijkheid was niet bij een kreits ingedeeld.
De burcht en de heerlijkheid Schaumburg bij Balduinstein in Rijnland-Palts waren evenals Limburg an der Lahn aan het eind van de twaalfde eeuw in het bezit van de graven van Leiningen. Bij het overlijden van graaf Frederik II van Leiningen ca. 1217/20 erfde Lisa van Leiningen, die als weduwe gravin van Schowenburg (Schaumburg) werd genoemd, een derde deel van de heerlijkheid. Haar deel kwam na haar overlijden in bezit van haar kleinzoons, de graven Rupert I en Hendrik I van Virneburg. De rechten van Virneburg gingen sinds de vijftiende eeuw verloren. Verder waren als erfgenamen van de graven van Leiningen gerechtigd de heren van Isenburg in 1232 en in de dertiende eeuw ook de graven van Diez en Weilnau.
Het aandeel van Isenburg-Limburg werd in 1266 een leen van het keurvorstendom Keulen en kwam in 1271 aan de heren van Westerburg. Zij werden in 1279 beleend en verwierven in 1328 van het Rijk het gerecht Habenscheid.
De heren van Westerburg waren al in de vijftiende eeuw de enige heerser in burcht en heerlijkheid. Zij verpandden dit bezit echter verschillende malen.
Sinds 1547 was Schaumburg de zetel van een afzonderlijke tak Leiningen-Westerburg-Schaumburg. De graven verkochten in 1656 de burcht en de heerlijkheid aan de weduwe van graaf Peter Melander van Holzappel.
Door het huwelijk van dochter Elizabeth Charlotte van Holzappel met Adolf van Nassau-Dillenburg kwamen het graafschap Holzappel en de heerlijkheid Schaumburg in het bezit van een zijtak van Nassau-Dillenburg tot 1676/1707. Vervolgens kwamen ze aan een zijtak van Anhalt-Bernburg: Anhalt-Bernburg-Schaumburg.
In de Rijnbondakte van 12 juli 1806 worden in artikel 24 het graafschap Holzappel en de heerlijkheid Schaumburg onder de gezamenlijke soevereiniteit van de hertog van Nassau-Usingen en de vorst van Nassau-Weilburg geplaatst: de mediatisering.